# Kruidenlikeur
Kruidenlikeur is een likeur gemaakt op basis van kruiden.

## Lijst van kruidenlikeuren met hun belangrijkste ingrediënt
- Absint (anijs)
- Amaro
- Arak (anijs)
- Bruidstranen (kaneel)
- Bénédictine
- Chartreuse
- Drambuie (heidehoning)
- Dropshot (salmiak)
- Elixir d'Anvers (anijs)
- Elixir de Spa
- Els La Vera
- Génépi (alsem)
- Goldstrike (kaneel)
- Jägermeister
- Kraamanijs (anijs)
- Licor 43 (vanille)
- Ouzo (anijs)
- Pastis (anijs)
- Raki (anijs)
- Sambuca (anijs)
- Schrobbelèr
- Underberg
- Unicum